# Desenzano del Garda
Desenzano del Garda är en ort och kommun i provinsen Brescia i regionen Lombardiet i Italien. Kommunen hade 29 158 invånare (2018).